# Tiber

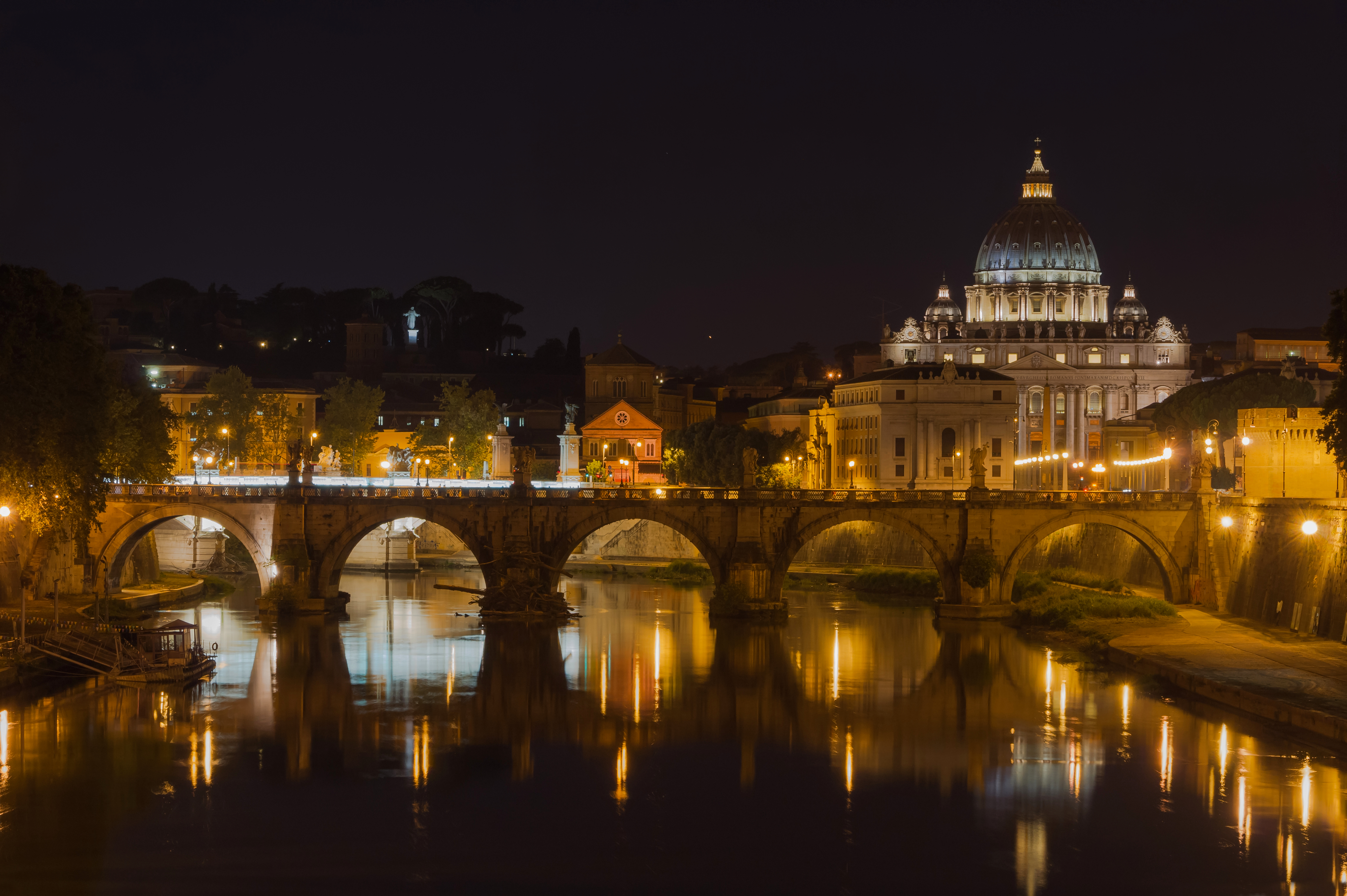
Der Tiber bei Nacht

Der Tiber (italienisch Tevere, lateinisch Tiberis, älter auch die) ist mit 405 km Länge nach dem Po und der Etsch der drittlängste Fluss in Italien und der längste auf der Apenninhalbinsel. Er entspringt im Apennin, fließt durch die italienische Hauptstadt Rom und mündet westlich der Stadt in das Tyrrhenische Meer.

## Name
Die Sage verlegt die Namensgebung des Tiber in frühe, möglicherweise vorlatinische Zeit. Der neunte König von Alba Longa, Tiberinus Silvius, sei in dem Fluss ertrunken, der später nach ihm benannt worden sei. Eine andere Herkunftssage führt den Namen auf den Flussgott Tiberinus zurück.

## Quelle
Der Tiber entspringt im Apennin am Monte Fumaiolo (1407 m) auf 1348 Metern oberhalb der Ortschaft Balze (Gemeinde Verghereto), die zur Region Emilia-Romagna gehört. Diese Zugehörigkeit geht auf Benito Mussolini zurück, der aus der Region Romagna stammte. Er ließ die Regionsgrenze verlegen, so dass fortan die Quelle nicht mehr in der Toskana, sondern in seiner Geburtsregion lag. Eine Säule mit einer Marmorinschrift wurde aufgestellt: „Hier entspringt der Tiber, heiliger Ursprung Roms“.

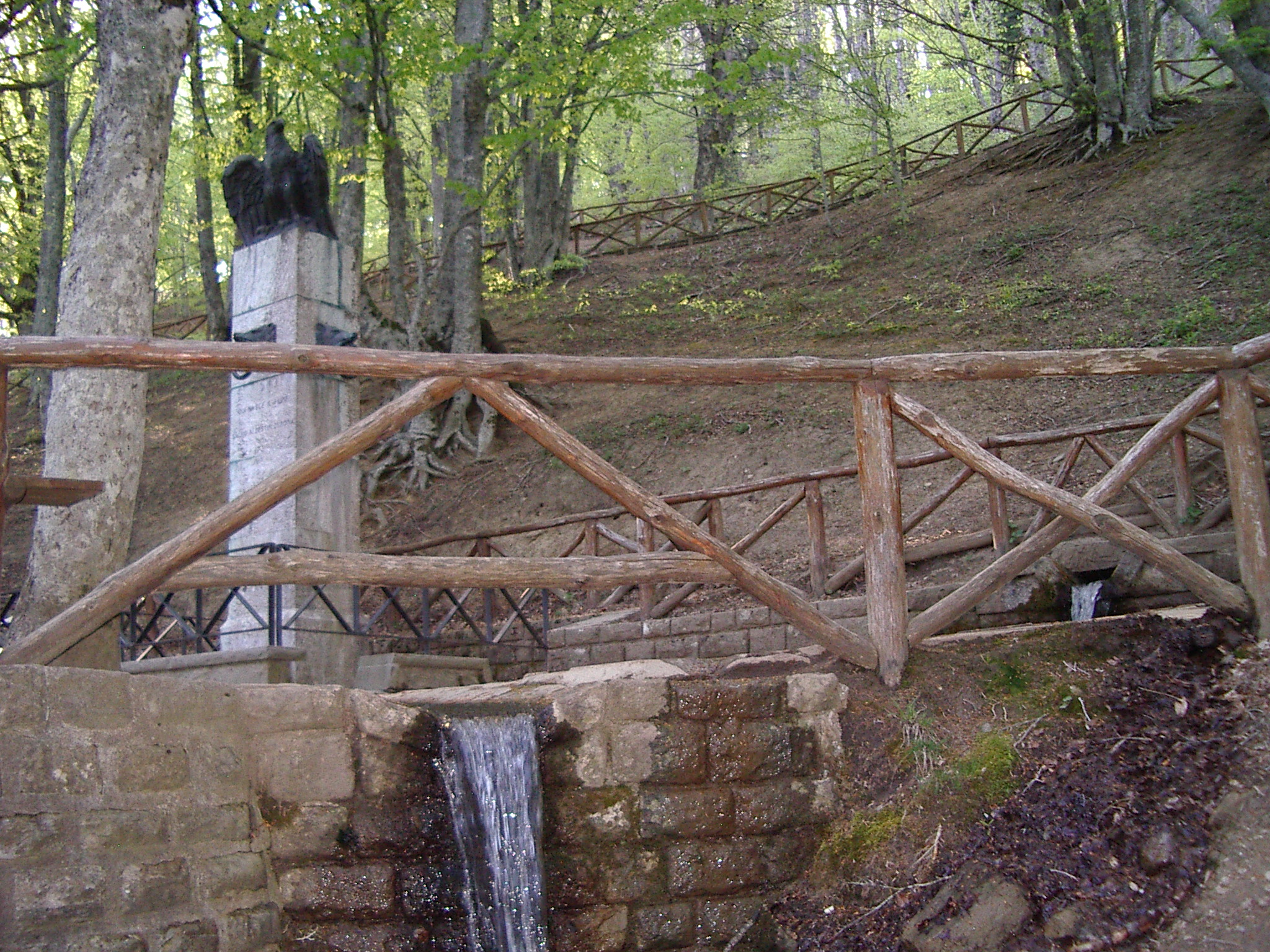
Quelle am Monte Fumaiolo

## Verlauf
Bereits am Fuße des Fumaiolo erreicht der Fluss die Toskana, verläuft von hier im Wesentlichen parallel zur Schnellstraße „3bis“ und erreicht nach etwa 30 km kurz hinter dem Ort Sansepolcro Umbrien. Begleitet von der Schnellstraße, fließt er weiter durch die Orte Città di Castello, Umbertide und Perugia nach Todi. Von hier aus kann man dem Fluss auf der Straße 448 zum Naturschutzgebiet „Parco Fluviale del Tevere“ folgen, wo der Tiber zum Lago di Corbara (138 m) wird. Am Ausfluss wird die von Orvieto kommende Autobahn A1 erreicht, die den Tiber bis Rom begleitet.
Das Tibertal bildet hier die Grenze zwischen den Regionen Umbrien und Latium, bis nach Orte bei Magliano Sabina Latium erreicht wird. An den antiken Straßen Via Tiberina und Via Salaria fließt der Tiber nun nach Rom.
Bei der Tiberinsel teilt sich der Fluss unterhalb des steilen Kapitolshügels, was früh einen Flussübergang und eine Siedlung der Latiner auf dem Palatin ermöglichte, aus der das spätere Rom entstand.

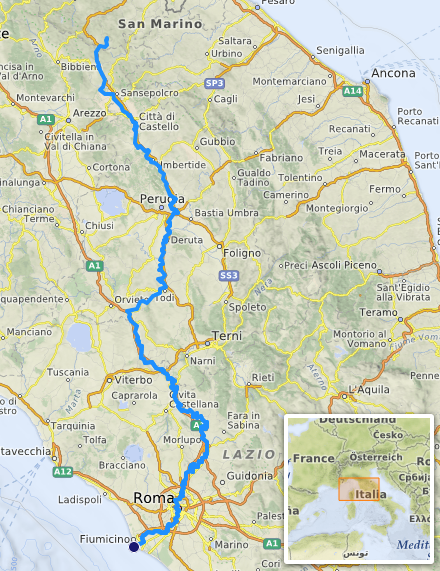
Verlauf des Tiber

## Mündung

Die Mündung des Tiber nach Starkregen im Februar 2019 mit gut sichtbarem ausströmenden fluviatilem Sediment.

In der Antike floss der Tiber bei der Hafenstadt Ostia ins Meer. 42 n. Chr. wurde der Hafen wegen Versandung der Mündung unter Kaiser Claudius und nochmals ab 103 n. Chr. unter Trajan nach Portus verlegt und neu angelegt. Inzwischen liegt das Meer 3 km weit von Ostia Antica entfernt. Am Hafen des Claudius liegt der Flughafen Rom-Fiumicino, das sechseckige Hafenbecken von Porto ist von Privatgrundstücken umgeben. Das moderne Lido di Ostia ist ein Vorort Roms mit Sandstränden und insbesondere im Sommer ein beliebtes Naherholungsgebiet.

## Nebenflüsse
Die wichtigsten Nebenflüsse des Tiber sind Chiascio, Chiani, Allia, Nera und Aniene.

## Geschichte
Der Tiber, auch mit dem alten Namen Albula belegt, hat in der römischen Geschichte immer eine bedeutende Rolle gespielt. So sollen die Zwillinge Romulus und Remus in einem Korb auf dem Tiber ausgesetzt worden und im Bereich des späteren Forum Boariums an Land gespült worden sein. Romulus soll 753 v. Chr. Rom gegründet haben.
In den Tiber mündete die Cloaca Maxima, der große Abwasserkanal des antiken Rom.
Vom Hafen in Ostia, später von Porto, zogen Ochsenwagen mit Waren beladene Schiffe flussaufwärts nach Rom. Die Scherben der im römischen Flusshafen bei dem antiken Stadttor Porta Portese zerbrochenen Amphoren wurden jahrhundertelang auf einem Hügel gesammelt, dem Monte Testaccio, der auch heute noch 40 Meter hoch ist.
Bei der antiken Milvischen Brücke (italienisch: Ponte Milvio) im Norden des heutigen Rom besiegte Mitkaiser Konstantin I. seinen Rivalen Maxentius am 27. Oktober 312. Von der damaligen Pontonbrücke (die eigentliche Brücke war aus strategischen Gründen abgebrochen worden) stürzte Maxentius mit seiner schweren Rüstung in den Tiber und ertrank. Die danach neuerrichtete Brücke ist heute noch in Teilen erhalten.
Die für den Aufstieg des Christentums im Römischen Reich entscheidende Begebenheit ist auf dem Konstantinsbogen in Rom dargestellt.
Nachdem in der Völkerwanderungszeit die Aquädukte zerstört worden waren, blieb außer den Brunnen der Tiber die einzige Wasserquelle der Stadt, weshalb sich der Siedlungsschwerpunkt ins Tiberknie auf dem einstigen Marsfeld und nach Trastevere verlagerte. Während der Leichensynode im Jahr 897 wurde die aus ihrer Gruft gezerrte Leiche von Papst Formosus in den Fluss geworfen.
Der versandete Kanal aus der Zeit Trajans, der Fluss, Meer und den Hafen Porto miteinander verband, wurde unter Papst Paul V. 1612 wieder eröffnet und besteht noch heute. Der Papst ließ auch antike Aquädukte wieder instand setzen.
Weil der Tiber in der Stadt, deren Schwerpunkt nun direkt am Fluss in der Nähe des Vatikans lag, immer wieder verheerende Überschwemmungen mit sich brachte, wurde er nach der besonders heftigen von 1870 ab 1876 innerhalb Roms in einen tiefen Kanal gebettet, damit aber auch als lebendige Wasserader abgeschnitten, die uralten Bauten am Ufer vernichtet. Heute versucht man, den Tiber zu renaturieren und als Lebensnerv der Stadt wieder sichtbar zu machen.
Anfang Dezember 2008 stieg der Pegel des Tiber durch heftige Regenfälle stark an. Innerhalb einer Nacht gingen nahezu 100 Liter Regen pro Quadratmeter nieder, was der Niederschlagsmenge eines Monats entspricht. Dies führte zu Überschwemmungen zahlreicher Außenbezirke; vor allem die nördlichen Stadtteile Roms waren betroffen. Roms Bürgermeister Gianni Alemanno rief am 12. Dezember 2008 den Notstand aus; der Tiber war auf sein höchstes Niveau seit 40 Jahren gestiegen.

## Rezeption
Der Fluss gab die Vorlage für den Namen des fiktiven kristallinen Minerals Tiberium im Computerspiel Command & Conquer.